# جمهورية الصومال الديمقراطية
جمهورية الصومال الديموقراطية (بالصومالية: Jamhuuriyadda Dimuqraadiya Soomaaliyeed)‏، (بالإيطالية: Repubblica Democratica Somala)‏ هو الاسم الذي أعطته الحكومة العسكرية الماركسية اللينينية للصومال في عهد الرئيس اللواء محمد سياد بري، بعد الاستيلاء على السلطة في انقلاب في 21 أكتوبر 1969. جاء الانقلاب بعد أيام قليلة من اغتيال حارس شخصي لعبد الرشيد علي شارماركي، ثاني رئيس للبلاد.  حكمت إدارة بري الصومال لمدة 21 سنة قادمة حتى انهارت الصومال في حالة من الفوضى في عام 1991.

## التاريخ

### المجلس الثوري الأعلى

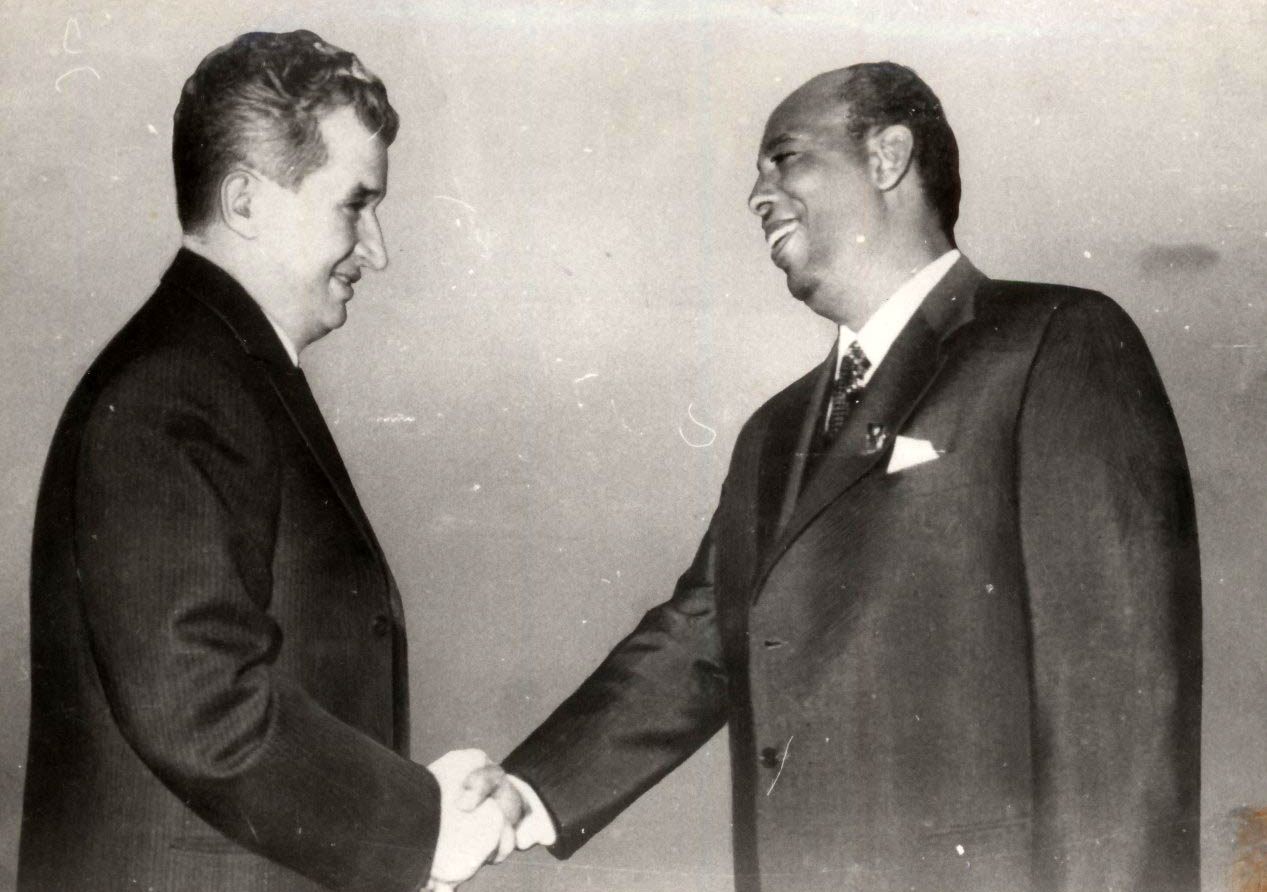
سياد بري مع الرئيس الروماني نيكولاي تشاوتشيسكو عام 1976

إلى جانب بري، كان المجلس الثوري الأعلى الذي تولى السلطة بعد اغتيال الرئيس شارماركي بقيادة المقدم صلاد غبيري كديي ورئيس الشرطة جاما علي كورشيل. حصل كيدي رسميًا على لقب «أبو الثورة»، وبعد ذلك باري أصبح رئيسًا للمجلس. اعتقلت الهيئة في وقت لاحق أعضاءً من الحكومة المدنية السابقة، وحظرت الأحزاب السياسية، وحلت البرلمان والمحكمة العليا، وعلقت الدستور.
أنشأ الجيش الثوري برامج الأشغال العامة واسعة النطاق ونفذ بنجاح حملة محو الأمية في المناطق الحضرية والريفية، حيث زاد معدل محو الأمية بشكل كبير. وبالإضافة إلى برنامج تأميم الصناعة والأراضي، ركزت السياسة الخارجية للنظام الجديد على الروابط الصومالية التقليدية والدينية مع العالم العربي، وقد انضم النظام في النهاية إلى جامعة الدول العربية في عام 1974. وفي نفس العام، عمل باري أيضًا رئيسًا لمنظمة الوحدة الأفريقية، سلف الاتحاد الأفريقي.
في يوليو 1976، حل المجلس الثوري الأعلى التابع لبري نفسه وأنشأ مكانه الحزب الاشتراكي الثوري الصومالي، وهو حكومة حزب واحد تقوم على الاشتراكية العلمية والمبادئ الإسلامية. كان الحزب محاولة للتوفيق بين أيديولوجية الدولة الرسمية ودين الدولة الرسمي من خلال تكييف المبادئ الماركسية مع الظروف المحلية. تم التركيز على المبادئ الإسلامية للتقدم الاجتماعي والمساواة والعدالة، والتي قالت الحكومة إنها شكلت جوهر الاشتراكية العلمية ولهجتها الخاصة على الاكتفاء الذاتي والمشاركة العامة والسيطرة الشعبية، وكذلك الملكية المباشرة لوسائل الإنتاج. وفي حين شجع الحزب الاستثمار الخاص على نطاق محدود، فقد كان الاتجاه العام للإدارة بشكل أساسي اشتراكيًا.

### حملة أوغادين
في يوليو 1977، اندلعت حرب أوغادين ضد إثيوبيا بعد أن سعت حكومة بري إلى دمج منطقة أوغادين ذات الأغلبية الصومالية في الصومال الكبير. كانت الحرب جزءً من جهد أوسع لتوحيد جميع الأراضي الصومالية (سوماليوين). في الأسبوع الأول من الصراع، حقق الجيش الوطني الصومالي انتصارات مذهلة على القوات الإثيوبية فاجأت العديد من المراقبين العسكريين الأمريكيين الذين اتخذوا موقفًا محايدًا خلال الحرب. تمت السيطرة على جنوب ووسط أوغادين في المراحل الأولى من الصراع، ولمعظم الحرب، حقق الجيش الصومالي انتصارات مستمرة على الجيش الإثيوبي وتبعهم حتى سيدامو. وبحلول سبتمبر 1977، سيطر الصومال على 90% من أوغادين واستولى على مدن إستراتيجية مثل جيجيجا وضغط بشدة على دير داوا، مما هدد مسار القطار من المدينة الأخيرة إلى جيبوتي. وبعد حصار هرر، جاء تدخل سوفيتي ضخم لم يسبق له مثيل يتكون من 20 ألف من القوات الكوبية وعدة آلاف من المستشارين السوفيت لمساعدة نظام ديرغ الشيوعي الإثيوبي. وبحلول عام 1978، تم التفاوض على وقف إطلاق النار لإنهاء الحرب، مع هذا بقيت غالبية الأوغادين في أيدي الصوماليين حتى عام 1980 مع الصعاب. هذا التحول في الدعم من قبل الاتحاد السوفيتي دفع حكومة بري إلى البحث عن حلفاء في مكان آخر، حيث استقر في النهاية على الولايات المتحدة، المنافس اللدود للاتحاد السوفيتي في الحرب الباردة، والتي كانت تغازل على الحكومة الصومالية لبعض الوقت. وإجمالًا، مكّنت صداقة الصومال الأولية مع الاتحاد السوفيتي والشراكة اللاحقة مع الولايات المتحدة من بناء أكبر جيش في إفريقيا.

### التفكك
بعد تداعيات حملة أوجادين الفاشلة، بدأت إدارة بري في اعتقال المسؤولين الحكوميين والعسكريين للاشتباه في مشاركتهم في الانقلاب الفاشل عام 1978. أُعدم معظم الأشخاص الذين زُعم أنهم ساعدوا في التخطيط للانقلاب بإجراءات موجزة. ومع ذلك، تمكن العديد من المسؤولين من الفرار إلى الخارج وبدأوا في تشكيل أول مجموعات منشقة مختلفة مكرسة للإطاحة بنظام بري بالقوة.
صدر دستور جديد عام 1979 أجريت بموجبه انتخابات مجلس الشعب. ومع ذلك، واصل المكتب السياسي للحزب الاشتراكي الثوري الصومالي، بزعامة بري، الحكم. في أكتوبر 1980، تم حل الحزب، وتم إعادة تأسيس المجلس الثوري الأعلى مكانه. بحلول ذلك الوقت، أصبحت حكومة بري غير شعبية على نحو متزايد. أصبح العديد من الصوماليين محبطين من الحياة في ظل الديكتاتورية العسكرية. تم إضعاف النظام بشكل أكبر في الثمانينيات مع اقتراب الحرب الباردة من نهايتها وتضاءل الأهمية الاستراتيجية للصومال.
أصبحت الحكومة شمولية بشكل متزايد، وبلغت ذروتها في الإبادة الجماعية لقبيلة إسحاق (1987-1988)، ودمرت إلى حد كبير العديد من المدن الرئيسية واستهدفت أعضاء من قبيلة إسحاق. تتراوح تقديرات الوفيات بين المدنيين من 50 ألف إلى 100 ألف إلى أكثر من 200 ألف. حفزت مثل هذه التكتيكات التي نفذتها الحكومة حركات المقاومة، المدعومة من إثيوبيا، التي نشأت في جميع أنحاء البلاد وأدت في النهاية إلى الحرب الأهلية الصومالية. ومن بين الميليشيات كانت الجبهة الديمقراطية للإنقاذ الصومالي، والمؤتمر الصومالي الموحد، والحركة الوطنية الصومالية، والحركة الصومالية الوطنية، إلى جانب المعارضة السياسية اللاعنفية للحركة الديمقراطية الصومالية، والتحالف الديمقراطي الصومالي، ومجموعة البيان الصومالي. أزيل بري من السلطة في 26 يناير 1991، وانهار الصومال بعد ذلك إلى الفوضى.

## الرئيس
- محمد سياد بري (21 أكتوبر 1969 – 26 يناير 1991)

## رؤساء الوزراء
- محمد فرح صلاد (1 نوفمبر 1969 – مارس 1970)
- ألغيت الوظيفة (مارس 1970 – 1 فبراير 1987)
- محمد علي سمتر (1 فبراير 1987 – 3 سبتمبر 1990)
- محمد حواضلي مذر (3 سبتمبر 1990 – 24 يناير 1991)